# Фигейреду, Кристобаль де

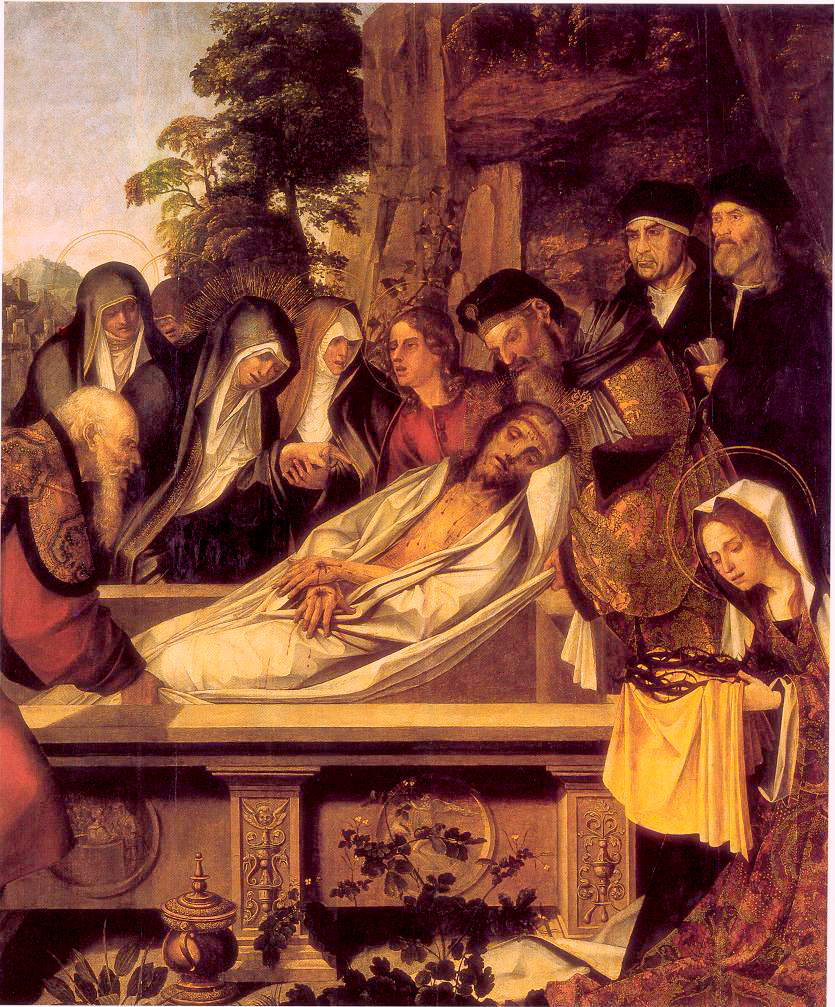
К. де Фигейреду Погребение Христа (ок. 1530)

Кристобаль де Фигейреду (порт. Cristóvão de Figueiredo, ум. ок. 1540) — португальский живописец эпохи Возрождения первой половины XVI века, художник инфанта-кардинала Афонсу Португальского (1509—1540), сына короля Мануэля I и брата короля Жуана III. Художник прославился в первую очередь тем, что изображал сцены из Священного писания, насыщенные красками и драматизмом. Под влиянием флорентийских и фламандских эстетических течений он привнёс в португальскую живопись необычайное богатство. Особенно ему удавалось воссоздание Страстей Христовых, где лица приобретали особую экспрессию.
Как и многие другие известные португальские живописцы Ренессанса, К. де Фигейреду в начале XVI столетия был учеником в художественной мастерской придворного мастера Жорже Афонсу, в столице Португалии. По найденным городским документам 1515 и 1518-19 годов, известно, что он работал в своей лиссабонской мастерской на Руа-да-Мангаласса, в приходе Санта-Хуста, создавая картины на религиозную тематику вместе с такими художниками, как Гарсия Фернандеш, Франциску Энрикиш и Григорио Лопеш алтарные картины для церквей Лиссабона. Позже он жил в Коимбре в 1530 году, Ламегу в 1533-1534 годах и снова в Лиссабоне с 1538 года. 
В качестве художника он создавал работы для короля Жуана III и делал эскизы панелей, которые должны были быть написаны другими художниками, (как полагают, так произошло с панелями ретабло главного алтаря церкви Вальдигем по заказу художника Бастиау Афонсу). 
Между 1522 и 1533 годами Фигейреду работает в монастыре Санта-Круш в Коимбре. По заказу короля Мануэля I он работал над росписью полиптиха в главной часовне монастыря. Тейшейру де Карвалью приписывает авторство этой работы Фигейреду на основании письма Грегориу Лоренсу, отвечающего за работы в монастыре. 19 марта 1522 года он сообщал королю Жуану III что, среди прочего, большой алтарь главной часовни, уже завершённый в столярной части, нуждается в росписи. 20 мая того же года король, рекомендуя закончить некоторые работы монастыря и сделать другие, упоминает о росписи упомянутого алтаря. 7 октября 1530 года Кристобаль де Фигейреду находился в Коимбре, возможно, работая над алтарём, поскольку он подписывает в качестве свидетеля в Санта-Круш договор между падре Брашем, наместником монастыря, и французским архитектором Ходартом, на выполнение работ по мотивам Тайной Вечери. Из его картин на этом алтаре, резчиком по дереву которого был Франсиско Лорете, выделяются «Низложение Христа в гробнице», «Воздвижение Креста», «Ecce homo» и «Чудо Воскресения Юноши». Есть несколько особенностей этих работ, которые позволяют предположить, что они были выполнены в партнерстве с другими мастерами. В начале XVII века алтарь претерпел значительные изменения. Вместо старого был установлен новый алтарь в стиле маньеризма работы скульптора Бернардо Коэльо и художников Симана Родригиша и Домингуша Виейры Серрау. От прошлого алтаря с работами Кристобаля де Фигейреду сохранились некоторые элементы в ризнице и киновии Ордена Святого Креста, а также Музее Мачаду де Каштру. 
В 1533 году он участвует в написании алтарной картины для монастыря Феррейрим близ Ламегу. 31 октября 1533 года Кристобаль подписал в качестве свидетеля доверенность, которую преподобный Антониу Лопес, камергер епископа Д. Фернандо де Менесес Коутиньо и Васконселос, передал Хорхе Альваресу, надзирателю его светлости. Это самый ранний известный документ, в котором художник называет себя художником кардинала Афонсу Португальского. В следующем месяце, 27 ноября 1533 года, в епископальном соборе Ламего он подписывает с отцом Франсиско де Вила-Висоса контракт на исполнение трёх алтарей в соответствии со своими эскизами и другими работами, которые он выполнил со своим партнёром Гарсией Фернандешом. По доверенности, также сделанной в Ламего 22 апреля 1534 года, известно, однако, что в исполнении упомянутых алтарей в равной степени сотрудничали Гарсия Фернандеш и королевский художник Грегорио Лопеш, и эту группу называли «мастерами Феррейрима». Из алтарей, созданных для церкви Санту-Антониу-де-Феррейрим, сохранились только два, состоящие из четырёх панелей, каждая из которых размещалась по бокам, и которые изображают сцены жизни Богородицы: Благовещение, Рождество, Успение Богородицы и Вознесение и Страсти Христовы: путь на Голгофу, распятие (элементы были сильно повреждены огнём), оплакивание Христа и Воскресение Христа. По словам Луиса Альберто Казимиро: «картины, которые до сих пор находятся в этой церкви, хотя и были привезены из других мест, где они были созданы, однако поразительно отражают приверженность формам итальянских мастеров, а также тесную связь и единство, несмотря на то, что были созданы художниками, обладавшими разными языками художественного выражения. Такой вывод свидетельствует не только о высоком качестве работы художников, но и об их общем образовании». 
В первой четверти 1538 года Кристобаль де Фигейреду обязуется закончить алтарь инфанта Португальского, который королева Леонора, вдова Жуана II, приказала создать для монастыря Баталья. К августу 1539 года этот алтарь уже был завершён. 
Многие полотна кисти К. де Фигейреду хранятся в Национальном музее древнего искусства в Лиссабоне и в Национальном музее Мачаду де Каштру в Коимбре. 